# Rappresentanza sindacale unitaria
La rappresentanza sindacale unitaria (RSU), in Italia, è un organismo collettivo rappresentativo di tutti i lavoratori, senza alcun riferimento alla loro iscrizione a un sindacato, che sono occupati in una stessa realtà lavorativa.
È prevista sia nel settore privato sia nel settore pubblico, così come la rappresentanza sindacale aziendale (RSA).

## Storia
Vennero introdotte in Italia nel 1991, dapprima nel settore privato, con l'intesa-quadro interconfederale CGIL-CISL-UIL del 1º marzo 1991 e, successivamente, con l'accordo del 23 luglio del 1993 tra le suddette organizzazioni sindacali e Confindustria (Protocollo Ciampi-Giugni) in tutte le organizzazioni produttive private con più di 15 dipendenti. La RSU andava a sostituire i precedenti Consigli di fabbrica. 
Nelle imprese a partecipazione statale, l'istituzione delle RSU avvenne con l'accordo stipulato il 20 dicembre del 1993 tra parti sociali e Intersind. Le RSU furono poi istituite anche nel settore pubblico: infatti possono essere costituite in tutte le amministrazioni pubbliche con il d.lgs 4 novembre 1997 n. 396  (comma 2, art. 6) però nelle amministrazioni che occupino più di 15 dipendenti (comma 8). Con riferimento al settore del pubblico impiego, l'iniziativa per la costituzione di una RSU è riconosciuta disgiuntamente a tutte le organizzazioni sindacali, per cui l'iniziativa per la costituzione di una R.S.U. può provenire anche da un'unica sigla sindacale, senza alcun riferimento alla sua rappresentatività. La facoltà di istituire rappresentanze sindacali unitarie all'interno delle amministrazioni pubbliche è menzionata nell'art. 42 del d.lgs 30 marzo 2001 n. 165.
L'accordo Interconfederale del 20 dicembre 1993 ha per primo trasferito alle RSU le funzioni e le prerogative proprie delle RSA. Lo Statuto dei Lavoratori all'art. 20 prevedeva già il diritto delle RSA a convocare le assemblee di lavoro retribuite sia congiuntamente che singolarmente. Nel 2017, le Sezioni Unite della Corte di Cassazione hanno esteso lo stesso diritto alle RSU, stabilendo che il diritto di convocare assemblee retribuite spetta alla RSA collegialmente che ai suoi singoli membri, purché eletti nelle liste di un sindacato che, nell'azienda di riferimento, sia, di fatto, dotato di rappresentatività.
La rappresentanza conferisce a un'associazione sindacale il diritto a usufruire di un locale messo a disposizione dall'azienda e delle ore di permesso per sindacalisti già previste per le RSA (dallo Statuto dei lavoratori), la facoltà di indire assemblee retribuite e scioperi, nonché tutti gli altri obblighi e diritti previsti dallo Statuto dei Lavoratori e dalle altre leggi afferenti. Infatti l'articolo 19 dello Statuto dei lavoratori riconosce il diritto di rappresentanza alle associazioni sindacali che risultino firmatarie di contratti collettivi di lavoro applicati nell'unità produttiva. In seguito a un caso complesso che ha visto come protagonista la FIAT, la Corte costituzionale con sentenza 23 luglio 2013 n. 231 ha dichiarato "l'illegittimità costituzionale dell'articolo 19, primo comma, lettera b), della legge 20 maggio 1970, n. 300 (Norme sulla tutela della libertà e dignità dei lavoratori, della libertà sindacale e dell'attività sindacale nei luoghi di lavoro e norme sul collocamento), nella parte in cui non prevede che la rappresentanza sindacale aziendale possa essere costituita anche nell'ambito di associazioni sindacali che, pur non firmatarie dei contratti collettivi applicati nell'unità produttiva, abbiano comunque partecipato alla negoziazione relativa agli stessi contratti quali rappresentanti dei lavoratori dell'azienda". Ciò significa, in parole più semplici, che hanno diritto a costituire RSA le organizzazioni che abbiano avuto un peso sufficiente nelle trattative, a prescindere dal fatto che esse siano firmatarie o meno di contratti collettivi. Ciò venne stabilito poiché altrimenti di fatto il datore di lavoro era libero di scegliere la controparte con cui firmare il contratto collettivo e di conseguenza libero di scegliere l'organizzazione sindacale avente diritto a costituire l'RSA, prescindendo dall'effettiva volontà dei lavoratori (violazione dell'art. 39 della Costituzione).
Il menzionato Statuto inizialmente riconosceva questo diritto anche alle organizzazioni più rappresentative a livello nazionale, a prescindere dalla firma sindacale di accordi collettivi (nazionali o provinciali) e dalla loro applicabilità all'unità produttiva, norma interpretata a favore di CGIL, CISL e UIL. Il cosiddetto monopolio della rappresentanza fu abolito con un referendum abrogativo nel 1995, a seguito del quale fu promulgato il Decreto del presidente della Repubblica 28 luglio 1995, n. 312. La scelta dell'accordo collettivo applicabile non è limitata né dall'effettiva attività di produzione o servizi svolta dall'azienda, né dall'obbligo di garantire, almeno oltre un certo numero di dipendenti, una rappresentanza alle organizzazioni sindacali più rappresentative (più votate e con più iscritti) in azienda e/o nel territorio nazionale. Al 2023 la RSU è un organismo che esiste in ogni luogo di lavoro pubblico o privato ed è composto da almeno tre persone elette da tutti i lavoratori iscritti e non iscritti al sindacato.

## Modalità di costituzione
Le RSU sono costituite all'interno della struttura lavorativa mediante elezioni. Nel pubblico impiego la disciplina è dettata dall'accordo collettivo nazionale quadro del 7 agosto 1998.
Hanno diritto a votare tutti i lavoratori dipendenti con rapporto di lavoro a tempo indeterminato (art. 3 - Accordo quadro 1998 - Parte seconda)
L'ARAN ha precisato che a seguito dell'Ipotesi di Contratto Collettivo Nazionale Quadro, per le modifiche all'accordo collettivo Quadro per la costituzione delle RSU per il personale dei comparti delle pubbliche amministrazioni e per la definizione del relativo regolamento elettorale del 7 agosto 1998 - sottoscritta il 28 novembre 2014 - sono stati ampliati i diritti di elettorato attivo e passivo del personale con rapporto di lavoro a tempo determinato. 
Sono eleggibili i lavoratori appartenenti alle liste che possono essere presentate:
- dalle associazioni sindacali che hanno sottoscritto l'accordo quadro;
- dalle associazioni autonome che abbiano aderito all'accordo stesso.

Per la presentazione delle suddette liste è richiesto un numero di firme variabile a seconda del livello occupazionale. Il sistema di voto è proporzionale e segreto. Queste disposizioni non possono essere in alcun modo derogate da accordi successivi, quale che sia il livello di contrattazione (contratto collettivo nazionale di lavoro o contrattazione decentrata). Le modalità di voto sono stabilite a livello di contratto collettivo nazionale di lavoro (CCNL) o con specifici accordi tra le RSU e la controparte datoriale. In ogni caso devono essere stabiliti il periodo di validità degli organismi rappresentativi delle R.S.U. (di norma pari a tre anni) e le procedure di voto.

## Composizione
La composizione, secondo quanto previsto dal protocollo del 23 luglio 1993 era determinata per 2/3 da elezione da parte di tutti i lavoratori, e per 1/3 da designazione o elezione da parte delle organizzazioni stipulanti il Ccnl che hanno presentato liste, in proporzione dei voti ottenuti. Questa norma era stata oggetto di dibattito perché era un sistema elettorale che poteva portare la maggioranza dei posti in RSU a sindacati firmatari di accordi, che non avevano invece ottenuto la maggioranza dei consensi fra i lavoratori.
Favorendo il sindacato che sottoscriveva accordi collettivi, ne usciva violato:
- il principio di maggioranza e quindi l'attuazione di un ordinamento democratico interno al sindacato-RSU;
- il principio costituzionale secondo il quale detto ordinamento democratico può essere l'unica limitazione posta alla libertà sindacale (art. 39, comma 3).
- l'uguaglianza dei cittadini (art. 3);
- l'uguaglianza del diritto di voto (art. 48), ponendo in essere una discriminazione fra elettori di organizzazioni sindacali firmatarie e non firmatarie di accordi collettivi.

Il protocollo del 2013 e l'accordo del 2014 hanno superato la regola del terzo riservato stabilendo che le RSU siano elette con voto proporzionale.

## Diritti e poteri
La Legge n. 300/70, riconosce una serie di diritti e poteri allo scopo di tutelare lo svolgimento dell'attività sindacale all'interno dell'azienda:
- Assemblea (art.20)
- Referendum sindacale (art.21)
- Permessi sindacali (art.23)
- Diritto di affissione (art.25)